# فروة (قرية)
فروة إحدى قرى الجمهورية التونسية، تقع في ولاية بنزرت، على الطريق الوطنية رقم 11 بين منزل بورقيبة وبنزرت.